# Appel des 58
L'Appel des 58 est un manifeste signé le 30 novembre 2015 par cinquante-huit personnalités, pour défendre la liberté de manifester pendant l'état d'urgence, décrété en France après les attentats de Paris.
Cet appel, publié par Mediapart, fait référence au nombre de personnes signalées au parquet après avoir participé à une manifestation de soutien aux migrants le 22 novembre malgré l'interdiction émise par la préfecture de police de Paris. Les signataires y affirment : « Voilà ce que Daesh et d'autres veulent interdire. Voilà ce que nous défendons. Nous déclarons que nous manifesterons pendant l'état d'urgence. »

## Contexte
Le 14 novembre 2015, après les attentats du 13 novembre en France, l'état d'urgence est décrété sur l'ensemble du territoire métropolitain et la Corse par le président de la République, à la suite d'un Conseil extraordinaire des ministres,,.
Le 18 novembre, le gouvernement interdit la grande manifestation qui devait se tenir à Paris le 29 novembre, veille de l’ouverture de la Conférence sur le climat (COP21), de même que les événements prévus le 12 décembre, au lendemain de la clôture de la conférence.
Le 21 novembre, dans le cadre de l'état d'urgence, le préfet de police de Paris interdit toute manifestation sur la voie publique en Île-de-France jusqu'au 30 novembre à minuit. Les personnes qui enfreignent cet arrêté d’interdiction encourent jusqu’à six mois d’emprisonnement et une amende de 7 500 euros. Cette interdiction concerne, après cette date, la manifestation prévue le 12 décembre et liée à la COP21.
Pour Pierre Tartakowsky, président d’honneur de la Ligue des droits de l’homme : « Mettre la démocratie en hibernation n’est pas le meilleur moyen de la défendre. Je ressens autour de moi une volonté de débattre et de faire collectif. Il ne faut pas que le gouvernement se coupe de cette attente. »

### 58 personnes signalées pour avoir bravé l'interdiction de manifester
Le dimanche 22 novembre à Paris, doit se tenir une manifestation, prévue avant les attentats du 13 novembre, « Migrant-e-s : Bienvenue », à l’appel de plusieurs organisations syndicales, associatives et politiques. Le rassemblement, interdit, réunit cependant plusieurs centaines de personnes.
Durant le rassemblement la police relève l'identité de 58 d'entre elles, qu'elle transmet au procureur de la République de Paris « pour application des suites judiciaires prévues par la loi ».
Selon la préfecture de police de Paris, elles ont « commis ou tenté de commettre l’infraction de violation d’une interdiction de manifestation prise en vertu de l’état d’urgence ».
Ces 58 personnes, dont certaines affirment ne pas avoir été présentes lors du rassemblement, dénoncent « une volonté de museler le mouvement social ».

### «Le gouvernement manipule la peur pour nous interdire de manifester»
Le 24 novembre, plusieurs intellectuels français publient dans Libération une tribune appelant à manifester malgré l'interdiction le 29 novembre à Paris. Ils notent que « C’est une victoire pour Daesh que d’avoir provoqué la mise sous tutelle sécuritaire de la population tout entière », dénoncent la « mise sous tutelle sécuritaire de la population tout entière […] S’il existe quelque chose comme une valeur française, c’est d’avoir refusé depuis au moins deux siècles de laisser la rue à l’armée ou à la police […] nous n’acceptons pas que le gouvernement manipule la peur pour nous interdire de manifester ». Parmi les signataires : Frédéric Lordon, Pierre Alferi, Hugues Jallon, Éric Hazan, Jacques Fradin, Ivan Segré, Nathalie Quintane, Serge Quadruppani, François Cusset.
Le dimanche 29 novembre, un rassemblement est dispersé place de la République. À la suite de violences, d'affrontements avec les forces de l'ordre et du saccage du mémorial aux victimes des attentats,, 339 personnes sont interpellées et dont 317 mises en garde à vue. Quatre passent en comparution immédiate devant le tribunal correctionnel de Paris les 1er et 2 décembre. Trois d'entre elles sont condamnées à des peines de prison. Quatre autres personnes sont envoyées dans un centre de rétention, dont une Belge et un Suisse.
Le jour même, des hacktivistes, se réclamant des Anonymous piratent deux sites internet de la Conférence sur le climat « pour protester contre la brutalité policière française ».
Dans une motion votée lors de son congrès les 28 et 29 novembre, le Syndicat de la magistrature estime que « la lutte contre le terrorisme est détournée : les interdictions de manifestations, perquisitions et assignations à domicile visent jusqu’aux militants. En mettant en place une répression aveugle et incontrôlée, ces mesures dispersent inutilement des forces de police qui seraient bien mieux employées à la détection et la prévention des projets criminels avérés »,.
Le 30 novembre, à l'initiative de Noël Mamère, Jean-Baptiste Eyraud et Olivier Besancenot, le texte de l'Appel est publié sur Mediapart.
Le 2 décembre, 333 personnes lancent un Appel pour la levée de l'état d'urgence : « Menace contre les libertés individuelles, l’état d’urgence aboutit à un renforcement considérable du caractère autoritaire de la Ve République. […] ce sont […] les moyens d’action, d’organisation, d’expression, sur le terrain social et politique - qui concernent syndicats, partis, associations - qui sont remis en question. […] Le pouvoir se réserve le droit d’interdire tout rassemblement sur la voie publique, ou toute manifestation pour « raison de sécurité ». […] Sous couvert de combattre « le terrorisme », l’état d’urgence fait peser un danger sérieux sur nos libertés démocratiques, individuelles, sociales et politiques et sur la démocratie ».
Le 3 décembre sur RTL, Nathalie Arthaud, porte-parole de Lutte ouvrière : « La prolongation de l'état d'urgence nous a été vendue pour lutter contre le terrorisme et on voit qu'elle sert à interdire des manifestations, des rassemblements. Il a servi dimanche [29 novembre] à multiplier les arrestations contre des manifestants dont je tiens à dire qu'ils étaient pacifiques. Voilà la réalité. Cet état d'urgence sert à faire taire les voix dissidentes ».

## L'Appel

### Contenu
Le titre complet est L'appel des 58 : « Nous manifesterons pendant l'état d'urgence ».
Le texte aborde, notamment, les points suivants :
- les meilleures armes face au terrorisme, aux ennemis de la démocratie et de la liberté et aux désordres du monde, ce sont la liberté de réunion, la liberté de parole, la liberté d'expression et la liberté d'opinion ;
- la criminalisation des mouvements sociaux.

### Signataires
- Jean-Claude Amara
- Clémentine Autain
- Sihame Assbague
- Jeanne Balibar
- Ludivine Bantigny
- Francine Bavay
- Amal Bentounsi, militante, sœur d'Amine Bentounsi
- Olivier Besancenot[24]
- Saïd Bouamama
- Rony Brauman
- Sergio Coronado
- Annick Coupé
- Léon Crémieux, syndicaliste Sud et NPA
- Laurence De Cock
- Christine Delphy
- Virginie Despentes
- Rokhaya Diallo
- Cédric Durand
- Annie Ernaux
- Jean-Baptiste Eyraud
- Geneviève Fraisse
- Dan Franck
- Yves Frémion
- Bernard Friot
- Jacques Gaillot
- Isabelle Garo
- Dominique Grange
- Kaddour Hadadi
- Eva Joly
- Nicolas Jounin, sociologue
- Almamy Kanouté, acteur
- Razmig Keucheyan
- Pierre Khalfa, syndicaliste Solidaires
- Stathis Kouvélakis
- Olivier Le Cour Grandmaison
- Gilles Lemaire
- Frédéric Lordon
- Henri Maler
- Noël Mamère[24]
- Christiane Marty, militante Attac
- Xavier Matthieu, scénariste
- Saïmir Mile, fondateur de La voix des Rroms
- Marie-José Mondzain
- Gérard Mordillat
- Olivier Neveux, enseignant
- Ugo Palheta, sociologue
- Willy Pelletier
- Serge Pey
- Christine Poupin
- Michèle Riot-Sarcey
- Julien Salingue, enseignant
- Francesca Solleville
- Michèle Sibony
- Omar Slaouti, militant NPA, conseiller municipal d'Argenteuil
- Anzoumane Sissoko
- Jacques Tardi
- Marcel Trillat
- Marina Vlady

## Réactions
L'appel est prolongé par une pétition sur Change.org qui réunit plusieurs milliers de signatures.